# داركو دوكيتش
داركو دوكيتش مواليد 11 ديسمبر 1994 في نيش، هو لاعب كرة يد صربي يلعب كجناح أيمن. يلعب حاليا مع نادي بشكتاش لكرة اليد ويحمل الرقم 45. مثل منتخب صربيا لكرة اليد.

## سجل المنافسة
شارك في البطولات التالية:
- بطولة أوروبا لكرة اليد للرجال 2016